# 平田站 (长野县)
平田站（日语：／ Hirata eki */?）是東日本旅客鐵道（JR東日本）的鐵路車站，位於日本長野縣松本市平田西二丁目。當地居民自1992年起請求設新車站，由松本市政府全額負擔興建經費而設立的請願車站。

## 历史
- 2007年（平成19年）3月18日：開業。
- 2014年（平成26年）4月1日：本站被编入大都市近郊区间，可以使用Suica。

## 車站構造
對向式月台2面2線（138公尺，可停靠6節）的地面車站，設有跨站式站房（建有2層，地板面積為262m2）。各月台之間設有1部升降機。自由通道寬4m，長33.5m。地板面積708m2。東口、西口設有升降機和廁所。

### 月台配置
| 月台 | 路線      | 方向 | 目的地                     |
| ---- | --------- | ---- | -------------------------- |
| 1    | ■篠之井線 | 下行 | 松本、篠之井、長野方向     |
| 2    | ■篠之井線 | 上行 | 鹽尻、上諏訪、木曾福島方向 |

（來源：JR東日本:車站構內圖 （页面存档备份，存于））

## 使用情況
根據JR東日本，2019年度（令和元年度）1日平均上車人次為1,492人。
近年的推移如下表。
| 上車人次推移       | 上車人次推移     | 上車人次推移    |
| 年度               | 1日平均 上車人次 | 來源            |
| ------------------ | ---------------- | --------------- |
| 2007年（平成19年） | 749              | [ 利用客数 2 ]  |
| 2008年（平成20年） | 982              | [ 利用客数 3 ]  |
| 2009年（平成21年） | 1,098            | [ 利用客数 4 ]  |
| 2010年（平成22年） | 1,239            | [ 利用客数 5 ]  |
| 2011年（平成23年） | 1,334            | [ 利用客数 6 ]  |
| 2012年（平成24年） | 1,345            | [ 利用客数 7 ]  |
| 2013年（平成25年） | 1,372            | [ 利用客数 8 ]  |
| 2014年（平成26年） | 1,362            | [ 利用客数 9 ]  |
| 2015年（平成27年） | 1,448            | [ 利用客数 10 ] |
| 2016年（平成28年） | 1,520            | [ 利用客数 11 ] |
| 2017年（平成29年） | 1,527            | [ 利用客数 12 ] |
| 2018年（平成30年） | 1,538            | [ 利用客数 13 ] |
| 2019年（令和元年） | 1,492            | [ 利用客数 1 ]  |

## 车站周边
- 國道19號
- 八十二银行平田支店
- 宜得利松本店
- 薩莉亞松本平田店
- 松本南郵政局
- 野溝木工團地

## 相鄰車站
東日本旅客鐵道
■篠之井線
□快速「水篶」
通過
□快速、■普通（包括「水篶」）
村井－平田－南松本

### 使用情況
1. 1 2  . 東日本旅客鉄道.   [2020-07-12]. （原始内容存档于2020-07-11）.
2. ↑  . 東日本旅客鉄道.   [2019-03-28]. （原始内容存档于2019-04-02）.
3. ↑  . 東日本旅客鉄道.   [2019-03-28]. （原始内容存档于2019-03-27）.
4. ↑  . 東日本旅客鉄道.   [2019-03-28]. （原始内容存档于2019-03-27）.
5. ↑  . 東日本旅客鉄道.   [2019-03-28]. （原始内容存档于2019-03-27）.
6. ↑  . 東日本旅客鉄道.   [2019-03-28]. （原始内容存档于2019-03-27）.
7. ↑  . 東日本旅客鉄道.   [2019-03-28]. （原始内容存档于2018-10-26）.
8. ↑  . 東日本旅客鉄道.   [2019-03-28]. （原始内容存档于2016-04-04）.
9. ↑  . 東日本旅客鉄道.   [2019-03-28]. （原始内容存档于2019-03-27）.
10. ↑  . 東日本旅客鉄道.   [2019-03-28]. （原始内容存档于2019-03-23）.
11. ↑  . 東日本旅客鉄道.   [2019-03-28]. （原始内容存档于2017-07-29）.
12. ↑  . 東日本旅客鉄道.   [2019-07-11]. （原始内容存档于2019-07-05）.
13. ↑  . 東日本旅客鉄道.   [2019-07-11]. （原始内容存档于2019-07-05）.

## 外部連結
- 車站資訊（平田）：東日本旅客鐵道